# Desiderius
Desiderius (710–786) byl poslední původní langobardský král v Itálii. Roku 774 byl poražen franským králem Karlem Velikým.

## Životopis

### Období vlády

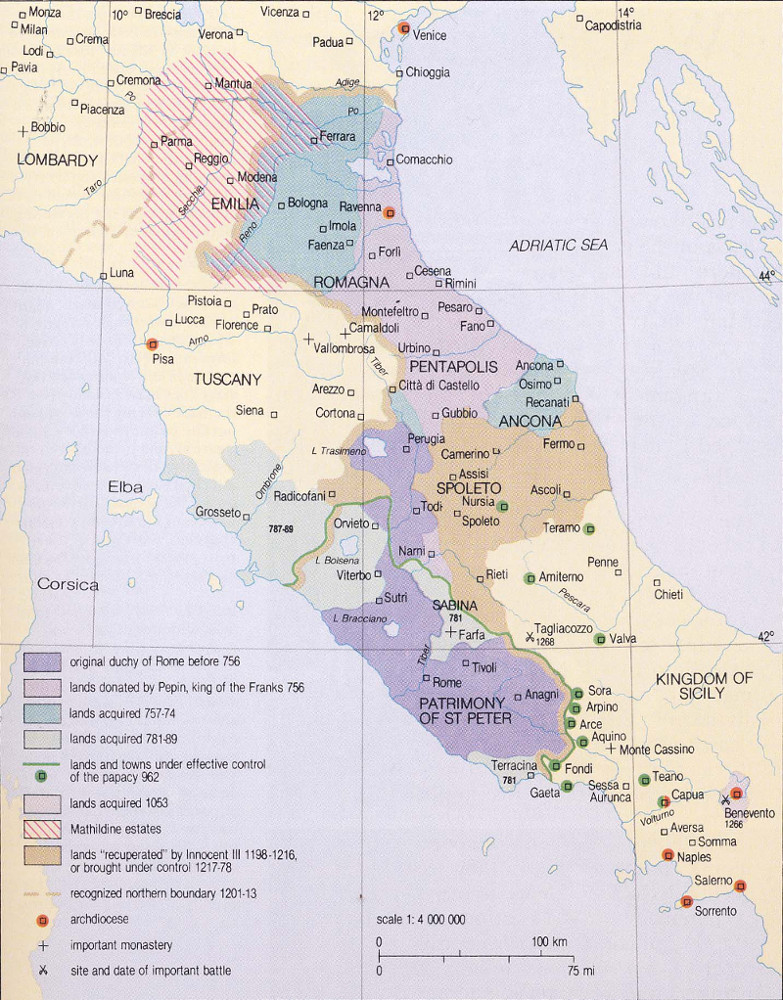
Papežský stát 8.–13. století

Během období panování krále Aistulfa (749–756) měl v držení Toskánsko, tento král mu udělil i titul vévody z Istrie. Po smrti tohoto bezdětného krále usiloval o langobardskou korunu oproti bratrovi zesnulého krále Ratchisovi, který již jednou králem byl (předchůdce Aistulfa) a roku 749 abdikoval a odešel s rodinou do kláštera. Desiderius získal cennou podporu papeže Štěpána II. výměnou za příslib respektování územních nároků Svatého stolce (tzv. Pipinova donace), svůj slib však dodržel jen částečně.
V dubnu roku 757 papež Štěpán II. zemřel a na jeho místo si Římané zvolili jeho bratra Pavla. Ten hned na počátku navázal dobré vztahy s franským králem Pipinem Krátkým. Zároveň podněcoval vévody ze Spoleta a Beneventa k neposlušnosti vůči Desideriovi. Ten roku 758 oba vévody porazil, Spoleto obsadil a správou Beneventa pověřil svého syna Adelchise. Zároveň vyjednával s byzantským císařem o podpoře svých územních nároků, odměnou mělo být pro Řeky obnovení Ravennského exarchátu. Těm se zřejmě do konfliktu s papežem podporovaného Franky nechtělo, a tak Desiderius nakonec roku 760 přistoupil na dohodu s papežem Pavlem I. a většinu slíbených měst mu odevzdal (s výjimkou města Imoly, kterou mu vydal až roku 765).
Zdařilým politickým tahem krále Desideria se stal sňatek jeho dcery Liutbergy s bavorským vévodou Tassilem III., který byl sice vazalem franského krále, avšak značně samostatným. Datum tohoto sňatku se rozchází (udává se rok 762 nebo 769), to však nemění nic na faktu, že langobardský král získal potenciálního spojence proti Frankům, který byl sice synovcem krále Pipina, ale jeho loajalita nebyla právě pevná (roku 763 odešel během trestného tažení proti Akvitánii, s jehož vévodou Waiofarem sympatizoval). Liutberga získala věnem Bolzano a Merano.
Období klidu narušila smrt papeže Pavla I. v polovině roku 767 a spor o jeho nástupce. Vévoda Toto z Nepy vojensky obsadil Řím a donutil obyvatele k uznání za papeže pouhého laika, svého bratra Konstantina (II.), ale jeho odpůrci se obrátili o pomoc k Desideriovi, který v létě 768 vtrhl do města, vévodu z Nepy porazil. Vzápětí však dosadil na papežský stolec svého chráněnce mnicha Filipa, ten se v úřadu udržel pouhý den. Po jeho vyhnání si profranská strana prosadila řádnou volbu papeže, kterým se stal Štěpán III., který se však proti langobardskému králi nedokázal řádně prosadit.
To se projevilo již roku 769, když získal v Římě vliv langobardský příznivec Pavel Afiarta a vmanipuloval papeže do područí Desideria, který se vyhlásil jeho ochráncem proti údajně vzbouřeným profranským stoupencům. Jejich vůdce nechal Afiarta zavraždit, aniž by papež pro tyto své dřívější chráněnce, kteří mu dopomohli k úřadu, cokoliv udělal.
Smrt franského krále Pipina (roku 768) znamenala dočasný obrat ve franské politice, kdy královna-vdova Bertrada z Laonu (†783) usilovala minimálně o vzájemné smíření mezi oběma královstvími. Roku 770 dojednala sňatek mezi dcerou Desideria (neznámého jména) a jejím synem Karlem, který se matčině politice podřídil. Papež, který pochopil svoji zoufalou situaci a že je vydán na milost i nemilost Desideriovi, se snažil mladého krále od sňatku odradit dopisem, kde mu připomínal, že Karel je již ženat z Himiltrudou..
Smrtí Karlomana (mladšího Karlova bratra) v prosinci roku 771 došlo Karlem Velikým k návratu dřívější politiky jeho otce. Langobardskou princeznu zapudil a poslal zpět k otci, královna-vdova Bertrada se stáhla do ústraní. Vdova po Karlomanovi uprchla na langobardský dvůr a Desiderius marně naléhal na nového papeže Hadriána, aby její syny pomazal a on by tak získal argument pro destabilizaci ve Franské říši prostřednictvím prosazování nároků těchto Karlovců na franský trůn.
Štěpán III. zemřel již v lednu 772 a jeho nástupce Hadrián I. měl pramálo chuť se s Desideriem paktovat. Zbavil se v Římě jeho příznivců a žádal ho o navrácení území, které Desiderius v období pontifikátu jeho předchůdce obsadil. Langobardský král reagoval obsazením dalších měst a vydal se na válečný pochod k Římu. Ještě před tím si však nový papež získal cenného příznivce, a to bavorského Tassila III., když o svatodušních svátcích roku 772 pomazal v Římě jeho syna Theoda a tím vévodu odradil od spojenectví s Desideriem.

### Pád království Langobardů
Na jaře roku 773 dorazilo ke franskému vládci poselstvo od papeže s žádostí zasáhnout proti Desideriovi. Král Karel vyslal do Itálie poselstvo, které mělo sjednat usmíření mezi papežem a langobardským králem. Pro válečnou akci na druhé straně Alp neměl Karel Veliký mezi franskými velmoži zatím dostatečnou podporu. Teprve když zkrachovalo druhé jednání s Desideriem, kdy mu Karel marně nabídl 14 000 zlatých solidů, aby byl zachován mír, rozhodl se franský král pro přímý vojenský střet s Langobardy.
Do čela dvou armád se postavil osobně franský král Karel a jeho nevlastní strýc Bernard, opat ze Saint-Quentin. Část vojska obešla hlídané průsmyky zabezpečené záseky a zátarasy a vpadla Langobardům do týla. Ti se v panice rozprchli a jejich armáda nekladla Frankům v postupu žádný závažný odpor. Také se projevily neshody mezi samotnými Langobardy a někteří jejich představitelé otevřeně přecházeli na stranu Franků. V září 773 stanula franská vojska před hlavním městem langobardského království Pávií v době, kdy už Frankové kontrolovali převážnou část tohoto království. V červnu roku 774 Desiderius kapituloval po téměř devítiměsíčním obléhání. Karel Veliký se prohlásil novým králem Langobardů, čímž došlo k faktické anexi tohoto království Franskou říší. Desideriovi ušetřil život a poslal jej i s rodinou do kláštera v Corbie, kde zřejmě roku 786 zemřel. Pouze syn Adelchis našel azyl v Byzantské říši.